# David Zitelli
David Zitelli (ur. 30 października 1968 w Mont-Saint-Martin) – francuski piłkarz występujący na pozycji napastnika.

## Kariera
Zitelli zawodową karierę rozpoczynał w 1986 roku w pierwszoligowym AS Nancy. We francuskiej ekstraklasie zadebiutował 25 października 1986 w zremisowanym 1:1 meczu z RC Lens. W 1987 roku spadł z klubem do drugiej ligi. W 1990 roku powrócił z Nancy do ekstraklasy. W 1992 roku Zitelli ponownie spadł z klubem do drugiej ligi. Wówczas odszedł do FC Metz, gdzie spędził kolejne trzy lata.
W 1995 roku trafił do innego pierwszoligowego zespołu – RC Strasbourg. Pierwszy ligowy mecz zaliczył tam 19 lipca 1995 przeciwko Montpellier HSC (2:2). W 1997 roku zdobył z klubem Puchar Ligi Francuskiej. W 1998 roku odszedł do niemieckiego Karlsruher SC. W Bundeslidze zadebiutował 3 kwietnia 1998 w przegranym 0:2 meczu z Herthą Berlin. W tym samym roku spadł z klubem do 2. Bundesligi.
Na początku 1999 roku Zitelli powrócił do RC Strasbourg. Latem 2000 roku został graczem szkockiego Hibernianu. W Scottish Premier League zadebiutował 19 sierpnia 2000 w wygranym 2:0 spotkaniu z Aberdeen. 30 września 2000 w wygranym 3:0 spotkaniu z St. Johnstone strzelił pierwszego gola w trakcie gry w Scottish Premier League. W 2002 roku powrócił do Francji, gdzie przez rok był graczem drugoligowego FC Istres. Następnie grał w belgijskim FC Bleid, w którego barwach w 2008 roku zakończył karierę.

## Statystyki
| Rozgrywki               | Poziom | Kraj    | Mecze | Bramki |
| ----------------------- | ------ | ------- | ----- | ------ |
| Division 1              | I      | Francja | 297   | 82     |
| Ligue 2                 | II     | Francja | 15    | 2      |
| Scottish Premier League | I      | Szkocja | 51    | 10     |
| Bundesliga              | I      | Niemcy  | 3     | 0      |
| 2. Bundesliga           | II     | Niemcy  | 3     | 0      |